# Corb marí orellut
El corb marí orellut (Phalacrocorax auritus) és un ocell marí de la família dels falacrocoràcids (Phalacrocoracidae) que habita costes, llacs, rius i pantans d'Amèrica del Nord i Antilles, des dAlaska, Aleutianes, Colúmbia Britànica cap a l'est, pel sud del Canadà i nord dels Estats Units, fins al Golf de Sant Llorenç i Terranova, cap al sud a la Baixa Califòrnia, Sonora i Florida. Bahames, Cuba i l'Illa de la Juventud. Les poblacions septentrionals d'interior es desplacen cap al sud a l'hivern.